# Lakolit

1. lakolit, 2. malá žíla, 3. batolit, 4. pravá žíla, 5. ložní žíla, 6. sopouch, 7. lopolit

Lakolit (z řeckého lakkos, λάκκος, „cisterna“ ve významu podzemní nádrž a lithos. kámen, hornina) je druh magmatického tělesa, které vzniklo utuhnutím magmatu pod zemskou kůrou. Může mít různé tvary.

## Popis a typy
Normální lakolit je podpovrchové magmatické těleso uložené souhlasně (konkordantně) s vrstevnatostí okolních hornin. Nejčastěji má tvar hříbku a nebo bochníku, většinou s plochým dnem. Výron, kterým došlo ke vzniku lakolitu, nadzdvihl klenbovitě nadložní plášť, tvořený nepříliš mocnými, vodorovně zvrstvenými usazeninami. Skládá se z magmatu, utuhlého v malých hloubkách pod povrchem v zemské kůře, a má vždy přívodní kanál o kruhovitém nebo eliptickém průřezu (sopouchem), někdy též pravou žilou ve formě dajky, který jej spojuje s magmatickým ohniskem. Tyto hlubinné pně mohou dosahovat velikostí desítek i více metrů. U lakolitu je vždy známé podloží tvořené vrstvami, do kterých lakolit konkordantně (souhlasně) vnikl. Tím se liší od batolitu, který podložní vrstvy nemá, protože leží přímo na magmatické zóně. Tvar lakolitu poprvé rozpoznal a definoval jako zvláštní typ magmatických těles Grove Karl Gilbert roku 1877 v Henry Mountains v jižním Utahu pri studiu intruzí dioritu. V Česku byla zjištěna lakolitová tělesa v Českém Středohoří u mnohých znělcových intruzí, jako na příklad Mariánské hora u Ústí nad Labem, Střekov, Bořeň u Bíliny. Jestliže byl plášť lakolitu z velké části rozrušen a smyt, objevilo se obnažené znělcové těleso na zemském povrchu. Na jeho okrajích jsou často ještě znát dotykově vypálené křídové usazeniny lakolitového pláště. Z měkkých slínů vznikly vypálením tvrdé porcelanity.
Lakolit cedrového typu je konkordantní podpovrchové magmatické těleso z jehož ústřední mohutné části vybíhají prstovitě do stran četné výběžky (apofysy) v podobě ložních žil nebo krátkých žilných výběžků, které vnikají mezi jednotlivé vrstvy. Tento typ je v přírodě velmi hojný. Poprvé byl popsán Wh. Crossem roku 1894 v pohoří La Plata ve státě Colorado. V Čechách byl zjištěn Radimem Kettnerem v krajině mezi Mníškem a Davlí. Těleso se skládá z porfyrů a porfyritů, které vnikly do algonkických vrstev.
Fakolit (z řeckého fakos, čočka a lithos. kámen, hornina) je čočkovité nebo srpovité konkordantní podpovrchové intruzivní magmatické těleso, které vzniklo tím, že magma vyplnilo dutiny mezi vrstvami v antiklinálních ohybech vrstev. Fakolit se tedy od normálního lakolitu liší tím, že u lakolitu vniká magma do nezvrásněných vrstev, kdežto u fakolitu do vrstev zvrásněných. Fakolit byl A. Harkerem definován na doleritové intruzi v ordovických vrstvách v Corndonu v Anglii.v hrabství Shropshire.
Lopolit je konkordantní podpovrchové intruzivní magmatické těleso pánvovitého tvaru, které vzniklo tím, že magma vyplnilo dutiny mezi vrstvami v synklinálních ohybech vrstev. vzniklé poklesem (subsidencí) spodních vrstev. (antiklinálně vyklenuté těleso se nazývá fakolit). Tvoří je nejčastěji bazické magmatity, nejčastěji je to gabro. Lopolity, stejně jako fakolity, mohly vznikat syntekonickými intruzemi nebo intruzemi do zvrásněných vrstev. Lopolity se vyskytují v horninách každého stáří, od archaika (prahory) až po eocén (starší třetihory). Mezi příklady patří komplex Sudbury Igneous v Ontariu, komplex Bushveld v Jižní Africe, komplex Skaergaard v Grónsku a Humboldt-Lopolith v Nevadě. Jako první použil termín lopolit Frank Fitch Grout, když roku 1918 popisoval intruzi gabra v Duluth-Komplexu v severní Minnesotě a přilehlém Ontariu.
Bysmalit (z řeckého bysoó, nacpávám) je podpovrchové intruzívní těleso zátkovitého (pňovitého) tvaru, které svisle proráží a vyklenuje svůj plášť. Jeho vertikální rozměr značně převládá nad rozměrem horizontálním. Nepřesně definované plutonické těleso obvykle řazené k lakolitům. Takovéto těleso zjistil a popsal J. P. Iddings v Yellowstonském národním parku.

## Galerie

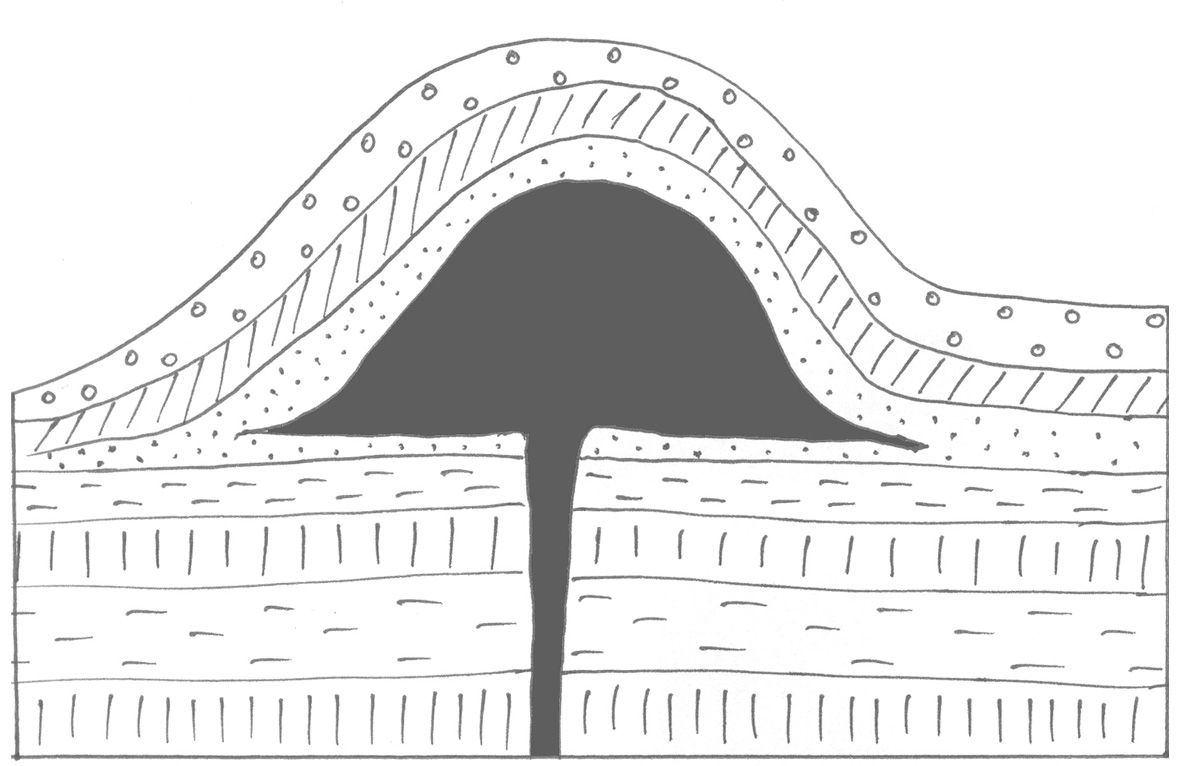
Schema normálního lakolitu
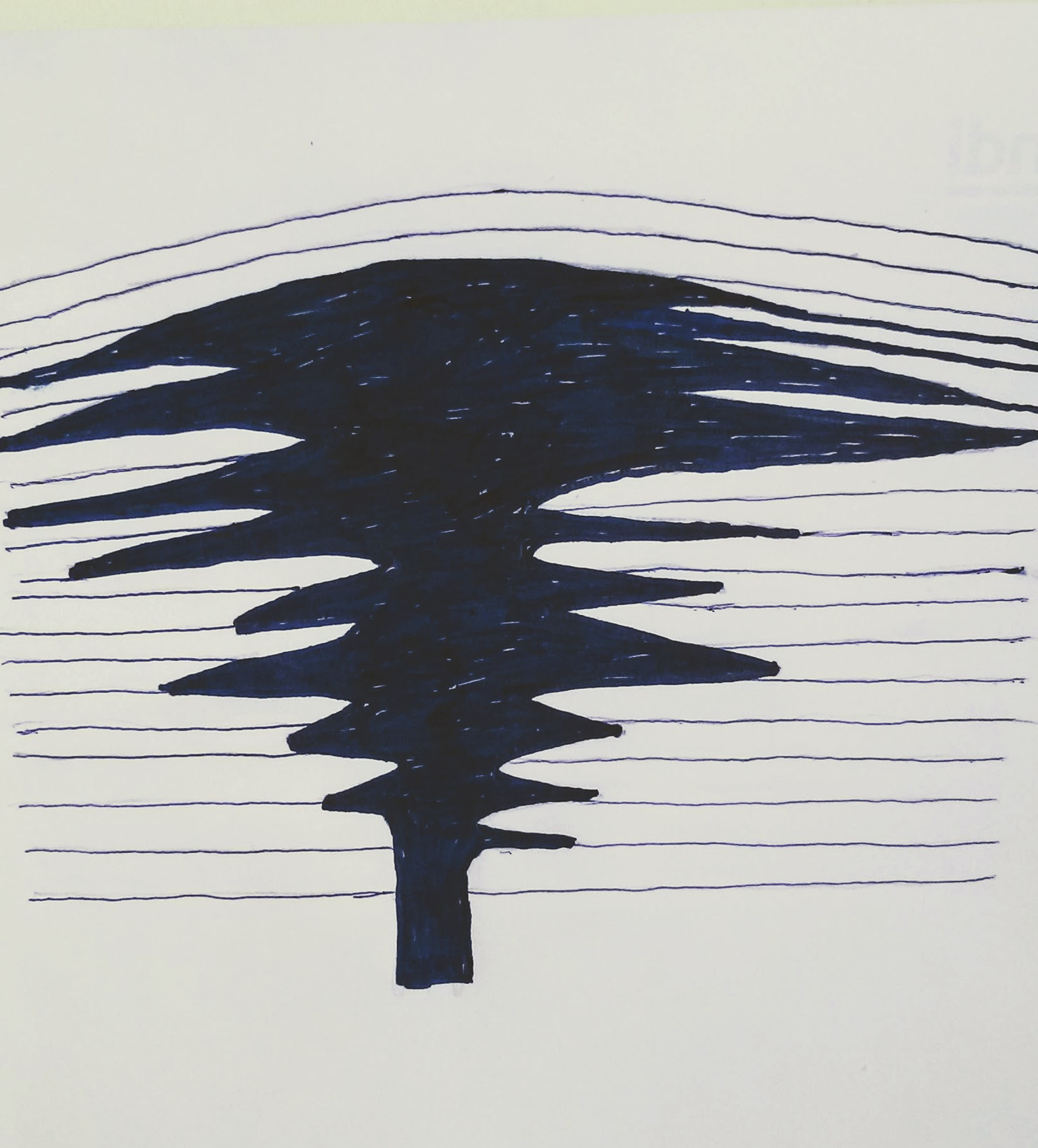
Lakolit cedrového typu - schema
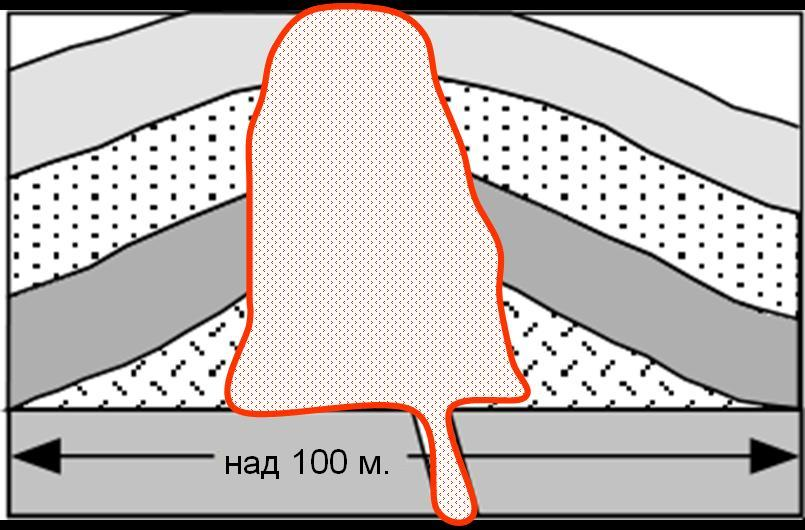
Bysmalit, lakolitické těleso zátkovitého tvaru
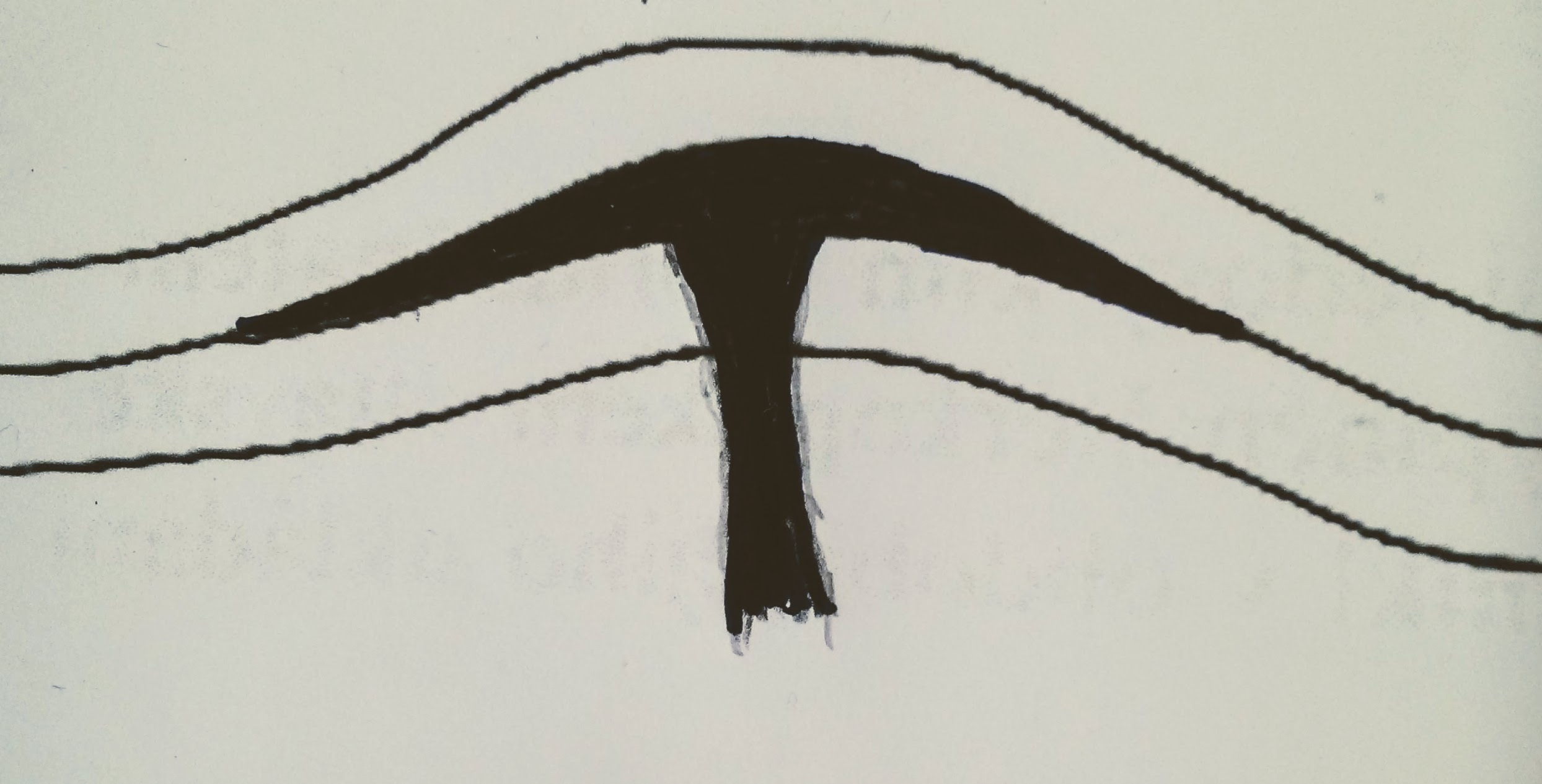
Fakolit (schema). Magma vyplnilo dutiny v antiklinálních ohybech vrstev
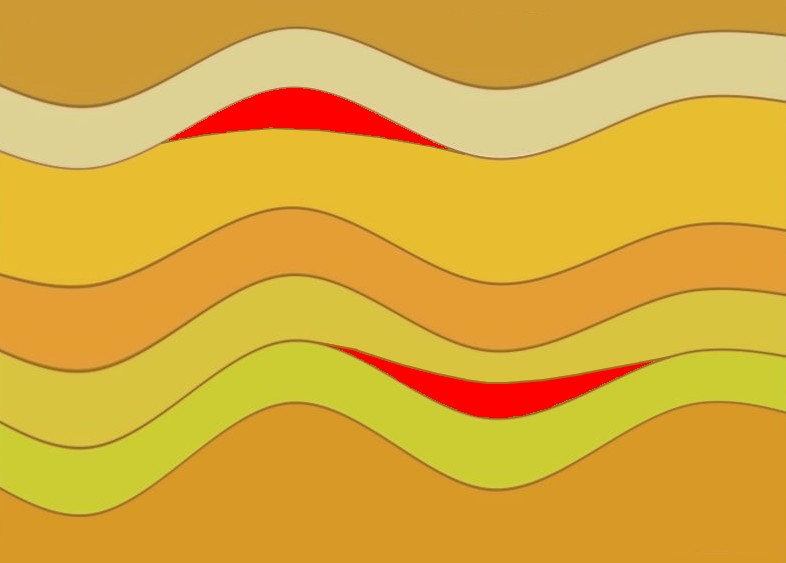
Fakolit (nahoře v antiklinále). Lopolit (dole v synklinále)
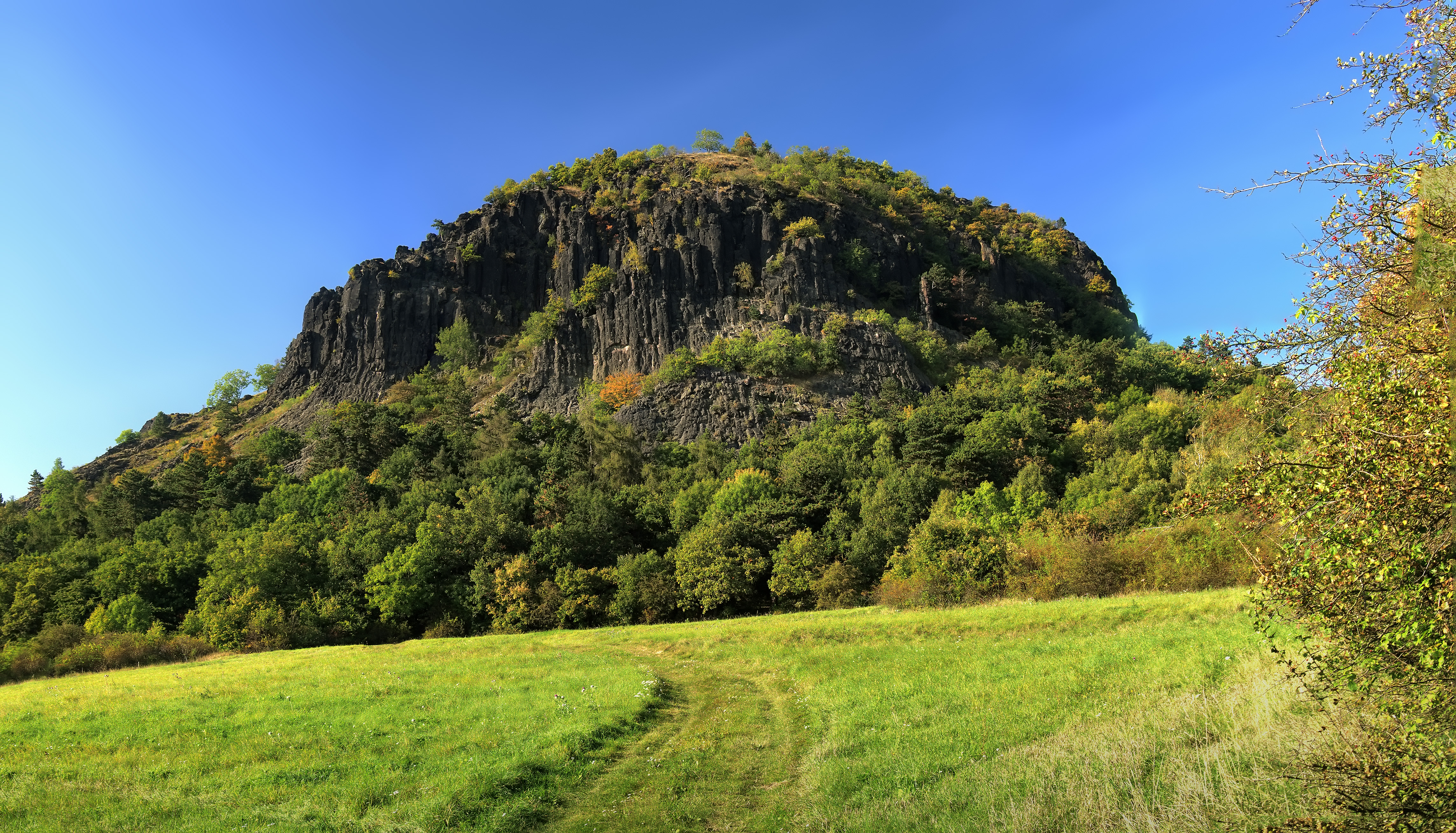
Bořeň u Bíliny - znělcová intruze, příklad lakolitu
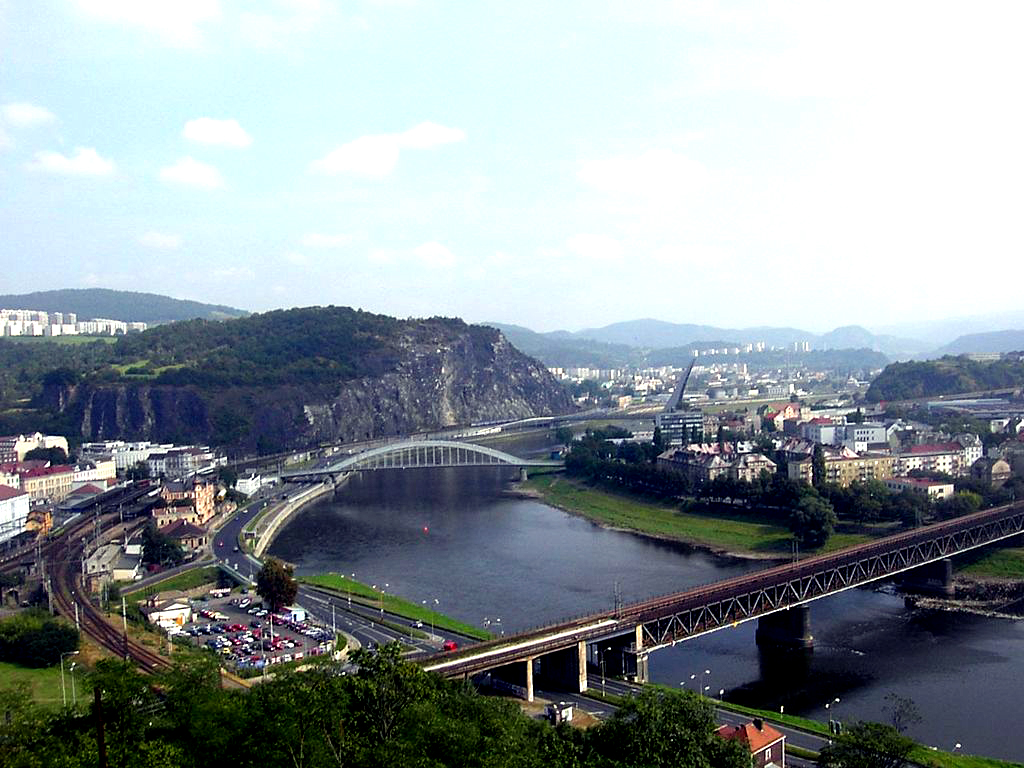
Mariánská skála u Ústí nad Labem, příklad lakolitu